# Chaetosciara ikomai
Chaetosciara ikomai är en tvåvingeart som först beskrevs av Mitsuhiro Sasakawa 1962.  Chaetosciara ikomai ingår i släktet Chaetosciara och familjen sorgmyggor.
Artens utbredningsområde är Thailand. Inga underarter finns listade i Catalogue of Life.